# Latvijas kauss 2024
La Coppa di Lettonia 2024 (in lettone Latvijas kauss), anche nota come 11.lv Latvijas Kauss 2024 per motivi di sponsorizzazione, è stata l'83ª edizione del torneo (la 30ª dall'indipendenza), giocata a eliminazione diretta. La vincente ottiene la qualificazione per la UEFA Conference League 2025-2026.
La squadra campione in carica era il Riga FC, mentre la competizione è stata vinta dal RFS Riga.

## Partite

### Turno preliminare
Il sorteggio si è tenuto il 18 aprile 2024.
| Squadra 1       | Risultato | Squadra 2            |
| --------------- | --------- | -------------------- |
| 4 maggio 2024   |           |                      |
| Union           | 0 – 2     | Beitar/RIGA MARINERS |
| 5 maggio 2024   |           |                      |
| Staiceles Bebri | 1 – 0     | JFC Viola            |

### Primo turno
Il sorteggio si è tenuto lo stesso giorno di quello del turno preliminare.
| Squadra 1            | Risultato       | Squadra 2           |
| -------------------- | --------------- | ------------------- |
| 16 maggio 2024       |                 |                     |
| Bauskas BJSS/Mēmele  | 4 – 0           | Alberts FK          |
| 17 maggio 2024       |                 |                     |
| Sports United/Cēsis  | 0 – 12          | Rīgas Futbola Skola |
| DVSK Traktors        | 1 – 2           | Pļaviņas/DM         |
| Lielupe              | 5 – 1           | Valka               |
| 18 maggio 2024       |                 |                     |
| Aliance              | 20 – 0          | Limbaži             |
| Madona/BJSS          | 4 – 2 (dts)     | Kuldīga             |
| Beitar/RIGA MARINERS | 4 – 1           | RSU                 |
| Talsi                | 3 – 4 (dts)     | Ķekava/Auda         |
| Sigulda              | 0 – 5           | Parks               |
| Dinamo Rīga          | 1 – 3           | Iecava              |
| 19 maggio 2024       |                 |                     |
| Upesciems            | 3 – 1           | Staiceles Bebri     |
| Salaspils            | 7 – 2           | Līvāni              |
| Jules Verne          | 2 – 2 (2-4 dtr) | Cēsis               |
| Rīga United          | 3 – 2 (dts)     | Kadaga/Ostas        |

### Secondo turno
Al secondo turno partecipano le 14 vincenti del primo turno e 10 squadre provenienti dalla 1. Līga 2024. Il sorteggio si è tenuto il 20 maggio 2024.
| Squadra 1      | Risultato | Squadra 2            |
| -------------- | --------- | -------------------- |
| 29 maggio 2024 |           |                      |
| Parks          | 2 – 0     | Rīga United          |
| 31 maggio 2024 |           |                      |
| Leevon PPK     | 4 – 0     | Upesciems            |
| 1 giugno 2024  |           |                      |
| Ogre United    | 2 – 7     | Mārupes SC           |
| Pļaviņas/DM    | 0 – 5     | Ķekava/Auda          |
| Skanstes       | 6 – 1     | Salaspils            |
| 2 giugno 2024  |           |                      |
| Madona/BJSS    | 0 – 6     | Smiltene             |
| Lielupe        | 1 – 2     | Rīgas Futbola Skola  |
| JDFS Alberts   | 5 – 0     | Bauskas BJSS/Mēmele  |
| Rēzekne        | 5 – 0     | Cesis                |
| Super Nova     | 1 – 2     | JFK Ventspils        |
| Olaine         | 3 – 0     | Aliance              |
| Iecava         | 1 – 3     | Beitar/RIGA MARINERS |

### Terzo turno
Al terzo turno partecipano le 12 vincenti del secondo turno. Il sorteggio si è tenuto il 6 giugno 2024.
| Squadra 1           | Risultato       | Squadra 2            |
| ------------------- | --------------- | -------------------- |
| 21 giugno 2024      |                 |                      |
| Rīgas Futbola Skola | 1 – 2 (dts)     | JFK Ventspils        |
| Rēzekne             | 1 – 5           | Olaine               |
| Leevon PPK          | 1 – 1 (5-4 dtr) | Skanstes             |
| 22 giugno 2024      |                 |                      |
| Ķekava/Auda         | 3 – 3 (2-4 dtr) | JDFS Alberts         |
| Parks               | 0 – 5           | Beitar/RIGA MARINERS |
| Mārupes SC          | 3 – 1           | Smiltene             |

### Ottavi di finale
Agli ottavi di finale prendono parte le 6 vincenti del terzo turno e le 10 squadre di Virslīga. Il sorteggio si è tenuto il 26 giugno 2024.
| Squadra 1            | Risultato | Squadra 2      |
| -------------------- | --------- | -------------- |
| 12 luglio 2024       |           |                |
| Leevon PPK           | 2 – 1     | Grobiņa        |
| 13 luglio 2024       |           |                |
| Mārupes SC           | 1 – 4     | Auda Ķekava    |
| Beitar/RIGA MARINERS | 0 – 4     | Metta          |
| JFK Ventspils        | 0 – 3     | Riga FC        |
| JDFS Alberts         | 1 – 2     | Olaine         |
| RFS Riga             | 2 – 1     | ZSK Daugavpils |
| 14 luglio 2024       |           |                |
| Jelgava              | 2 – 4     | Liepāja        |
| Tukums 2000          | 2 – 3     | Valmiera       |

### Quarti di finale
Il sorteggio si è tenuto il 15 luglio 2024.
| Squadra 1      | Risultato       | Squadra 2   |
| -------------- | --------------- | ----------- |
| 17 agosto 2024 |                 |             |
| Valmiera       | 3 – 4           | RFS Riga    |
| Liepāja        | 1 – 0           | Olaine      |
| 18 agosto 2024 |                 |             |
| Leevon PPK     | 0 – 4           | Riga FC     |
| 19 agosto 2024 |                 |             |
| Metta          | 1 – 1 (2-4 dtr) | Auda Ķekava |

### Semifinali
| Squadra 1         | Risultato | Squadra 2 |
| ----------------- | --------- | --------- |
| 24 settembre 2024 |           |           |
| Auda Ķekava       | 3 – 0     | Liepāja   |
| RFS Riga          | 2 – 1     | Riga FC   |

### Finale
| Arbitro: | Aleksandrs Golubevs |

|                                                |           |                      |
| Ošs 45+2’ Balodis 84’ Ndjiki 109’ Panić 120+4’ | Marcatori | 8’ Tavares 18’ Galla |